# María Cristina Guzmán
María Cristina Guzmán (San Salvador de Jujuy, 24 de mayo de 1947) es una abogada y política argentina que ejerció como diputada nacional representando a la provincia de Jujuy entre 1973 y 1976, y posteriormente entre 1983 y 1999, representando al Movimiento Popular Jujeño (MPJ), partido activo a nivel provincial. Es hija de Horacio Guzmán, dos veces gobernador de Jujuy.
En su primer mandato como diputada, que abarcó el período conocido como tercer peronismo, con veintiséis años de edad fue presidenta del bloque parlamentario de la Alianza Popular Federalista (APF), convirtiéndose en una figura destacada dentro de la oposición legislativa al gobierno de María Estela Martínez de Perón, del Partido Justicialista. Durante la dictadura militar autodenominada Proceso de Reorganización Nacional (1976-1983), integró y formó parte de la dirigencia de la Fuerza Federalista Popular (FUFEPO), coalición de partidos conservadores favorables al régimen de la que su padre era principal dirigente, siendo designada como embajadora ante la Organización de Estados Americanos (OEA). Con el advenimiento de la democracia, fue elegida diputada nacional por Jujuy, ejerciendo el cargo por cuatro mandatos consecutivos hasta 1999. En 1994 fue elegida convencional constituyente por Jujuy durante la reforma constitucional argentina de 1994.
Aunque su carrera estuvo mayormente dedicada a los ámbitos legislativo y diplomático, tuvo dos candidaturas ejecutivas destacadas. En 1989 fue candidata a vicepresidenta de la Nación Argentina por la Confederación Federalista Independiente secundando en fórmula al radical Eduardo Angeloz (que a su vez tenía a Juan Manuel Casella como compañero de fórmula oficial). En 1995 fue candidata a gobernadora de Jujuy en las elecciones de dicho año, la primera mujer en disputar la gobernación de su provincia.